# Lord-lieutenant de Longford
Ceci est une liste de personnes qui ont servi comme lord-lieutenant de Longford. L'office a été créé le 23 août 1831. Les nominations au poste se sont terminées par la création de l'État libre d'Irlande en 1922.
- George Forbes 7 octobre 1831 – 13 novembre 1836
- Luke White 22 novembre 1836 – 1841
- Henry White, 1er baron Annaly 1841 – 3 septembre 1873
- Luke White, 2e baron Annaly 7 novembre 1873 – mars 1874
- William Pakenham, 4e comte de Longford 27 mars 1874 – 19 avril 1887
- Thomas Pakenham, 5e comte de Longford 14 juin 1887 – 21 août 1915
- vacant
- Bernard Forbes, 8e comte de Granard 26 août 1916 – 1922